# Кроссанесфьядль
Кроссанесфьядль (исл. Krossanesfjall, слушатьо файле; дословно — «гора крестовидного полуострова») — небольшой горный массив вулканического происхождения на юго-востоке Исландии в регионе Эйстюрланд, в 40 км к востоку от города Хёбн..

## Физико-географическая характеристика
Кроссанесфьядль расположен между Лоунс-фьордом, относящегося к Сюдюр-Эйстюрланду, и Аульфта-фьордом, относящегося к  Эйстфирдир, разделяя таким образом эти два природно-географических региона Исландии. Массив вытянут с севера на юг — ширина у основания 8 км, длина около 14 км.
В геологическом плане Кроссанесфьядль представляей собой обнаженное ледниковой эрозией крупное интрузивное магматическое тело (плутон) образовавшееся при медленном остывании магмы под поверхностью земли в магматической камере древнего вулкана Лоун (Lón), действовавший около 6-7 миллионов лет назад. Сложен Кроссанесфьядль в основном плутоническими горными породами — габбро и крупнозернистыми гранофирами с высоким содержанием силикатов. Иногда встречаются породы, в которых один тип горных пород образует включения в другом, что возможно объясняется пульсирующим ритмом извержений и наличием в одном магматическом очаге двух типов магмы.
Благодаря своему особому типу скалы Кроссанесфьядля имеют больше общего с горами Альп, чем с базальтовыми или риолитовыми горами Исландии.
Самой высокой вершиной Кроссанесфьядля является пик Эйстрахорн (исл. Eystrahorn или Austurhorn, дословно — «восточный рог») высотой 716 м над уровнем моря, часто называемый Хвальнесфьялем из-за заброшенного поселения Хвальнес у его подножия на берегу мелководного залива Лоун, заполнившего кальдеру древнего вулкана Лоун. На противоположном берегу залива находится скала-близнец Вестрахорн (исл. Vestrahorn или Vesturhorn, дословно — «западный рог»; высота 757 м), часть массива Фьярдарфьядль.